# Guinejský syli
Guinejský syli (francouzsky syli guinéen) byl měnou Guineje v letech 1972 až 1985. Jeden syli se skládal ze 100 cauris. V jazyce maninka slovo „syli“ znamená „slon“, slovo „cauri“ zase odkazuje na mušle, který byly používány jako měna. Syli nahradil guinejský frank v poměru 1 syli = 10 franků.
Mince o hodnotách 50 cauris, 1, 2 a 5 syli byli raženy z hliníku. Bankovky z první série (z roku 1971) měly nominální hodnotu 10, 25, 50 a 100 sylis. Druhá série bankovek byla vydána v roce 1980 v jiných barvách a se čtyřmi novými hodnotami – 1, 2, 5 a 500 sylis.
Syli byl nahrazen v roce 1985 guinejským frankem v poměru 1:1.

## Mince
| Obrázek | Hodnota | Kov    | Průměr (mm) | Váha (g) | Hrana       | Averz                                           | Reverz                                                                 | Datum ražby |
| ------- | ------- | ------ | ----------- | -------- | ----------- | ----------------------------------------------- | ---------------------------------------------------------------------- | ----------- |
|         | 1 syli  | Hliník | 22,00       | 1,00     | Hladká      | Patrice Lumumba REPUBLIQUE DE GUINEE rok ražby  | 1 SYLI olivovníkový věnec LE 1er MARS 1960 TRAVIAL-JUSTICE-SOLIDARITE  | 1971        |
|         | 2 sylis | Hliník | 25,00       | 1,60     | Vroubkovaná | Alfa Yaya z Labé REPUBLIQUE DE GUINEE rok ražby | 2 SYLIS olivovníkový věnec LE 1er MARS 1960 TRAVIAL-JUSTICE-SOLIDARITE | 1971        |
|         | 5 sylis | Hliník | 28,10       | 2,30     | Vroubkovaná | Samori Ture REPUBLIQUE DE GUINEE rok ražby      | 5 SYLIS olivovníkový věnec LE 1er MARS 1960 TRAVIAL-JUSTICE-SOLIDARITE | 1971        |

## Bankovky

### Bankovky 1. série
| Obrázek | Hodnota   | Barva       | Averz                                   | Reverz                       | Datum vydání |
| ------- | --------- | ----------- | --------------------------------------- | ---------------------------- | ------------ |
|         | 10 sylis  | Hnědá       | Patrice Lumumba                         | Lidé s banány                | 1971         |
|         | 25 sylis  | Tmavě hnědá | Král Béhanzin z Dahomejského království | Muž a krávy                  | 1971         |
|         | 50 sylis  | Zelená      | Alfa Yaya z Labé                        | Kinkonská vodní elektrárna   | 1971         |
|         | 100 sylis | Fialová     | Samori Ture                             | Parní rypadlo a dva sklápěče | 1971         |

### Bankovky 2. série
| Obrázek | Hodnota   | Barva          | Averz                                   | Reverz                       | Datum vydání |
| ------- | --------- | -------------- | --------------------------------------- | ---------------------------- | ------------ |
|         | 1 syli    | Olivově zelená | Mafory Bangoura                         | nápis „un syli“              | 1980         |
|         | 2 sylis   | Oranžová       | Král Muhammad V.                        | nápis „deux sylis“           | 1980         |
|         | 5 sylis   | Modrá          | Kwame Nkrumah                           | Lidé s banány                | 1980         |
|         | 10 sylis  | Červená        | Patrice Lumumba                         | Lidé s banány                | 1980         |
|         | 25 sylis  | Tmavě zelená   | Král Béhanzin z Dahomejského království | Muž a krávy                  | 1980         |
|         | 50 sylis  | Tmavě hnědá    | Alfa Yaya z Labé                        | Kinkonská vodní elektrárna   | 1980         |
|         | 100 sylis | Modrá          | Samori Ture                             | Parní rypadlo a dva sklápěče | 1980         |
|         | 500 sylis | Tmavě hnědá    | Josip Broz Tito                         | Lidový palác, Conakry        | 1980         |